# توم تشابلن
توم تشابلن (بالإنجليزية: Tom Chaplin) (و. 1979  م) هو مغني، وعازف بيانو، وكاتب أغاني، وملحن، وموسيقي بريطاني، ولد في هيستينغز، يستخدم آلات قيثارة، وبيانو، وهو عضوٌ في كين.

## التعليم
تعلم في جامعة إدنبرة، وTonbridge School ‏.

## وصلات خارجية
- توم تشابلن على موقع IMDb (الإنجليزية)
- توم تشابلن على موقع ميوزك برينز (الإنجليزية)
- توم تشابلن على موقع أول ميوزيك (الإنجليزية)
- توم تشابلن على موقع ديسكوغز (الإنجليزية)
- توم تشابلن في قاعدة بيانات الأفلام على الإنترنت